# Manucodia
Genre
Manucodia est un genre de passereau appartenant à la famille des Paradisaeidae.

## Liste des espèces
D'après la classification de référence du Congrès ornithologique international (ordre phylogénique) :
- Manucodia ater (Lesson, 1830) — Paradisier noir
- Manucodia alter Rothschild & Hartert, 1903  — Paradisier de Tagula
- Manucodia jobiensis Salvadori, 1876 — Paradisier de Jobi
- Manucodia chalybatus (J.R. Forster, 1781) — Paradisier vert
- Manucodia comrii Sclater, 1876 — Paradisier d'Entrecasteaux